# Maria di Leuchtenberg
Principessa Maria Maksimilianova di Leuchtenberg, anche nota come Principessa Maria Romanovskya, Maria, Principessa Romanovskaja, o Marie Maximiliane (San Pietroburgo, 16 ottobre 1841 – San Pietroburgo, 16 febbraio 1914), era la maggiore delle figlie di Maximilian de Beauharnais, III Duca di Leuchtenberg e di sua moglie, la Granduchessa Marija Nikolaevna di Russia..

## Famiglia ed infanzia

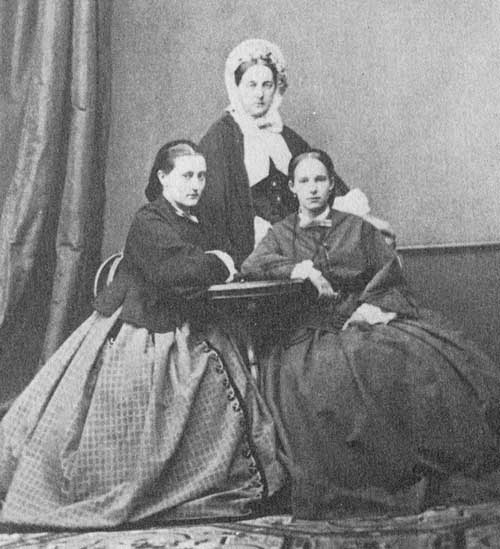
La Principessa Maria con la madre e la sorella Eugenia.

Il padre di Maria, Massimiliano di Beauharnais si era recato a San Pietroburgo, ottenendo infine, nel 1839, la mano della Granduchessa Marija Nikolaevna di Russia, la figlia maggiore dello Zar Nicola I. A Massimiliano fu successivamente conferito con il trattamento di Altezza Imperiale e dato il titolo di Principe Romanowsky.
In quanto figlio di una granduchessa russa e un di nobilitato principe russo, Maria ("Marusya") ed i suoi fratelli e sorelle (Nikolaj, Evgenij, Eugenia, Sergei, e Georgij) furono sempre considerati come granduchi e granduchesse, fregiandosi del trattamento di Altezza Imperiale. Dopo la morte del loro padre nel 1852, la Granduchessa Maria si risposò morganaticamente con il conte Grigorij Stroganov due anni dopo. Poiché questa unione fu mantenuta segreta da suo padre lo Zar Nicola I (e suo fratello lo zar Alessandro II che non permetteva l'unione, preferendo invece fingere ignoranza), la Granduchessa Marija Nikolaevna fu costretta all'esilio all'estero. Alessandro tuttavia provava simpatia per la sorella, e prestò particolare attenzione ai figli del suo primo matrimonio, che vivevano a San Pietroburgo senza la loro madre.
Il 4 aprile 1866, Maria e suo fratello Nikolaj accompagnarono lo zio Alessandro II a San Pietroburgo, quando ci fu un attentato contro di lui. Alessandro II si fermò per indossare un soprabito prima di salire sulla sua carrozza, quando un uomo gli puntò rapidamente una pistola; solo la rapida azione di una guardia, salvò la vita dell'imperatore.

## Matrimonio
C'erano vari pretendenti per la mano di Maria. Pëtr Andreevič Šuvalov, amico dell'imperatore Alessandro II, osò corteggiare la nipote, solo per essere rimproverato severamente. L'11 febbraio 1863 nella grande chiesa del Palazzo d'Inverno a San Pietroburgo, sposò il principe Luigi Guglielmo di Baden, figlio di Leopoldo I di Baden e della principessa Sofia Guglielmina di Svezia
Dal loro matrimonio nacquero due figli:
- Sofia Maria Luisa (26 luglio 1865-29 novembre 1939)[11], sposò il duca Federico II di Anhalt[2][10][12];
- Massimiliano Alessandro Federico (10 luglio 1867-6 novembre 1929)[11], sposò la principessa Maria Luisa di Hannover e Cumberland[2][10][11].

Dopo il suo matrimonio, Maria trascorse la maggior parte della sua vita in Germania, facendo solo rare visite in Russia. Iniziò i suoi doveri subito dopo il matrimonio, ad esempio rappresentò la granduchessa Luisa al battesimo della figlia del Principe di Leiningen. Durante la guerra franco-prussiana, Luigi Guglielmo servì nel'esercito prussiano sotto il comando di Guglielmo I.

## Morte
Luigi Guglielmo morì il 27 aprile 1897. Dopo la sua morte, Maria fondò una nuova organizzazione, chiamata German Anti-Immorality Association, il cui scopo era quello di sopprimere il "vizio tra le classi superiori". Maria, con l'aiuto della granduchessa Eleonora d'Assia e della regina Carlotta di Württemberg, mise da parte un fondo destinato a produrre opuscoli che persuadono personalità reali sia femminili che maschili che i loro ruoli di spicco nella società significavano che dovevano essere esempi di purezza morale. Hanno anche inviato una missiva ai loro familiari e amici chiedendo loro di "astenersi dall'immortalità" per un anno.
La principessa Maria morì il 16 febbraio 1914 a San Pietroburgo. Sia la corte di San Pietroburgo che quella di Berlino, portarono il lutto, sconvolgendo le feste programmate a corte.

## Ascendenza
|                                                     |                   |                                                    | Genitori                                               |  |  | Nonni |  |  | Bisnonni                 |  |  | Trisnonni                 |  |
|                                                     |                   |                                                    |                                                        |  |  |       |  |  | Alexandre de Beauharnais |  |  | François V de Beauharnais |  |
|                                                     |                   |                                                    |                                                        |  |  |       |  |  | Alexandre de Beauharnais |  |  | François V de Beauharnais |  |
|                                                     |                   | Marie Anne Henriette Françoise Pyvart de Chastulle |                                                        |  |  |       |  |  | Alexandre de Beauharnais |  |  |                           |  |
| Eugenio di Beauharnais                              |                   |                                                    |                                                        |  |  |       |  |  | Alexandre de Beauharnais |  |  |                           |  |
|                                                     |                   | Giuseppina de Tascher de la Pagèrie                | Joseph-Gaspard de Tascher de La Pagerie                |  |  |       |  |  |                          |  |  |                           |  |
|                                                     |                   | Giuseppina de Tascher de la Pagèrie                | Joseph-Gaspard de Tascher de La Pagerie                |  |  |       |  |  |                          |  |  |                           |  |
|                                                     |                   | Giuseppina de Tascher de la Pagèrie                | Rose-Claire des Vergers de Sanois                      |  |  |       |  |  |                          |  |  |                           |  |
| Maximilian de Beauharnais, III Duca di Leuchtenberg |                   | Giuseppina de Tascher de la Pagèrie                |                                                        |  |  |       |  |  |                          |  |  |                           |  |
|                                                     |                   | Massimiliano I di Baviera                          | Federico Michele di Zweibrücken-Birkenfeld             |  |  |       |  |  |                          |  |  |                           |  |
|                                                     |                   | Massimiliano I di Baviera                          | Federico Michele di Zweibrücken-Birkenfeld             |  |  |       |  |  |                          |  |  |                           |  |
|                                                     |                   | Massimiliano I di Baviera                          | Maria Francesca del Palatinato-Sulzbach                |  |  |       |  |  |                          |  |  |                           |  |
| Augusta di Baviera                                  |                   | Massimiliano I di Baviera                          |                                                        |  |  |       |  |  |                          |  |  |                           |  |
|                                                     |                   | Augusta Guglielmina d'Assia-Darmstadt              | Giorgio Guglielmo d'Assia-Darmstadt                    |  |  |       |  |  |                          |  |  |                           |  |
|                                                     |                   | Augusta Guglielmina d'Assia-Darmstadt              | Giorgio Guglielmo d'Assia-Darmstadt                    |  |  |       |  |  |                          |  |  |                           |  |
|                                                     |                   | Augusta Guglielmina d'Assia-Darmstadt              | Maria Luisa Albertina di Leiningen-Dagsburg-Falkenburg |  |  |       |  |  |                          |  |  |                           |  |
| Principessa Maria Maksimilianova di Leuchtenberg    |                   | Augusta Guglielmina d'Assia-Darmstadt              |                                                        |  |  |       |  |  |                          |  |  |                           |  |
|                                                     | Paolo I di Russia | Pietro III di Russia                               |                                                        |  |  |       |  |  |                          |  |  |                           |  |
|                                                     | Paolo I di Russia | Pietro III di Russia                               |                                                        |  |  |       |  |  |                          |  |  |                           |  |
|                                                     | Paolo I di Russia | Caterina II di Russia                              |                                                        |  |  |       |  |  |                          |  |  |                           |  |
| Nicola I di Russia                                  | Paolo I di Russia |                                                    |                                                        |  |  |       |  |  |                          |  |  |                           |  |
|                                                     |                   | Sofia Dorotea di Württemberg                       | Federico II Eugenio di Württemberg                     |  |  |       |  |  |                          |  |  |                           |  |
|                                                     |                   | Sofia Dorotea di Württemberg                       | Federico II Eugenio di Württemberg                     |  |  |       |  |  |                          |  |  |                           |  |
|                                                     |                   | Sofia Dorotea di Württemberg                       | Federica Dorotea di Brandeburgo-Schwedt                |  |  |       |  |  |                          |  |  |                           |  |
| Granduchessa Marija Nikolaevna di Russia            |                   | Sofia Dorotea di Württemberg                       |                                                        |  |  |       |  |  |                          |  |  |                           |  |
|                                                     |                   | Federico Guglielmo III di Prussia                  | Federico Guglielmo II di Prussia                       |  |  |       |  |  |                          |  |  |                           |  |
|                                                     |                   | Federico Guglielmo III di Prussia                  | Federico Guglielmo II di Prussia                       |  |  |       |  |  |                          |  |  |                           |  |
|                                                     |                   | Federico Guglielmo III di Prussia                  | Federica Luisa d'Assia-Darmstadt                       |  |  |       |  |  |                          |  |  |                           |  |
| Carlotta di Prussia                                 |                   | Federico Guglielmo III di Prussia                  |                                                        |  |  |       |  |  |                          |  |  |                           |  |
|                                                     |                   | Luisa di Meclemburgo-Strelitz                      | Carlo II di Meclemburgo-Strelitz                       |  |  |       |  |  |                          |  |  |                           |  |
|                                                     |                   | Luisa di Meclemburgo-Strelitz                      | Carlo II di Meclemburgo-Strelitz                       |  |  |       |  |  |                          |  |  |                           |  |
|                                                     |                   | Luisa di Meclemburgo-Strelitz                      | Federica d'Assia-Darmstadt                             |  |  |       |  |  |                          |  |  |                           |  |
|                                                     |                   | Luisa di Meclemburgo-Strelitz                      |                                                        |  |  |       |  |  |                          |  |  |                           |  |